# Брахитециевые
Брахитециевые (лат. Brachytheciaceae) — относительно крупное семейство бокоплодных мхов, растущих на почве, гнилой древесине, камнях в лесах и степях.
По состоянию на начало 2010-х годов в семействе выделяют от 43 до 62 родов и от 250 до более 1000 видов. Виды семейства распространены в арктическом и умеренном климате, в горах субтропиков и тропиков, а также в более сухих территориях с средиземноморским климатом.

## Описание
Мхи семейства относительно крупные, образуют подушковидные дерновинки.
Гиалодермис стебля отсутствуют, однако присутствует центральный пучок. Стебель простертый, редко восходящий. Часто густо всесторонне облиственный. У многих видов многочисленные симподиальные побеги. Наличие таких побегов часто вызывает трудности при определении видов этого семейства, так как требуется стеблевой лист. Ризоиды на стебле ниже места прикрепления листа.
Стеблевые листья нередко несколько отличаются от веточных. Стеблевые листья прямые, слабо серповидно согнутые. По форме яйцевидные, яйцевидно-ланцетные до узколанцетных или округлых. Веточные листья мельче, более пильчатые, жилка чаще оканчивается шипиком (выходит за пределы плоскости листа).
Мхи однодомные, двудомные, многодомные и ложнодвудомные.
Ножка спорофита длинная может быть гладкой или шероховатой. Коробочка чаще всего наклоненная, овальная.

## Роды
По информации базы данных The Plant List (2013), род включает 62 рода:
- Aerolindigia
- Brachytheciastrum
- Brachytheciella
- Brachythecium Schimp., 1876 — Брахитециум
- Bryhnia
- Bryoandersonia
- Bryostreimannia
- Burnettia
- Camptothecium
- Catagoniopsis
- Chamberlainia
- Cirriphyllum
- Cratoneurella
- Eriodon
- Eurhynchiadelphus
- Eurhynchiastrum
- Eurhynchiella
- Eurhynchium
- Flabellidium
- Frahmiella
- Hedenaesia
- Hedenasiastrum
- Helicodontiadelphus
- Homalotheciella
- Homalothecium
- Isothecium
- Kindbergia
- Kurohimehypnum
- Lepyrodontopsis
- Lindigia
- Mandoniella
- Microeurhynchium
- Myuroclada
- Nobregaea
- Oticodium
- Oxyrrhynchium
- Palamocladium
- Panckowia
- Pancovia
- Paramyurium
- Platyhypnidium
- Pleuropus
- Pseudopleuropus
- Pseudorhynchostegiella
- Pseudoscleropodium
- Remyella
- Rhyncho-hypnum
- Rhynchostegiella
- Rhynchostegium
- Sainthelenia
- Schimperella
- Sciuro-hypnum
- Scleropodiopsis
- Scleropodium
- Scorpiurium
- Steerecleus
- Stenocarpidiopsis
- Stokesiella
- Streblopilum
- Streimannia
- Tomentypnum
- Trachybryum
- Unclejackia